# Beast in Black
Beast in Black est un groupe finlandais de power metal, originaire de Helsinki. Il est formé en 2015 par l'ancien guitariste de Battle Beast, Anton Kabanen.

## Histoire

### Formation etBerserker(2015–2018)
Le groupe est formé en 2015 par le guitariste Anton Kabanen, à la suite de son départ forcé de Battle Beast pour des raisons de divergences musicales. En fin d'année 2015, le groupe joue son premier concert en tant que première partie de Nightwish.
Durant l'été 2017, l'écriture de leur premier album s'achève, avec à la clé un contrat signé avec la maison de disques Nuclear Blast. Le groupe publie son premier album, Berserker, le 3 novembre 2017. Un premier extrait, Beast in Black, est dévoilé le 14 octobre et s'inspire directement du manga Berserk. À la suite de la publication de l'album, ils réalisent la première partie de WASP durant les mois d'octobre et novembre 2017.
Le 7 février 2018, le groupe annonce sur sa page Facebook le départ de son batteur Sami Hänninen. Il se fait remplacer par Atte Palokangas. Le 22 mars 2018, le groupe annonce faire la première partie de Nightwish pour sa tournée Decades Tour en Europe. Celle-ci débute le 2 novembre 2018 à Göteborg et s'achève le 15 décembre à Helsinki.

### From Hell with Love(2019–2021)
C'est le 31 octobre 2018 que la pochette du deuxième album du groupe est dévoilée. Celui-ci s'intitule From Hell with Love et est annoncé pour le 8 février 2019, toujours via le label Nuclear Blast. Dans le cadre de la sortie de l'album, le groupe part en tournée européenne en tête d'affiche avec le groupe de metal industriel Turmion Kätilöt. Celle-ci démarre le 27 février 2019 à Hambourg pour se terminer le 30 mars à Göteborg. Ils réalisent leur première tournée en tant que tête d'affiche entre le 29 octobre et le 18 novembre 2019 en Europe. Myrath assure la première partie.
En raison de la pandémie de Covid-19, le groupe repart en tournée européenne entre novembre et décembre 2021, le groupe assurant la première partie restant à déterminer.

### Dark Connection(depuis 2021)
Le 20 août 2021, le groupe annonce la sortie de leur troisième album, Dark Connection, pour le 29 octobre 2021 via Nuclear Blast . Le guitariste Anton Kabanen précise s'être inspiré de mangas de l'univers cyberpunk tels que Armitage III ou bien Gunmm, ainsi que du film Blade Runner. La pochette ainsi que la tracklist est également dévoilée à ce moment-là. Un premier extrait, Moonlight Rendezvous, est dévoilé le 3 septembre 2021. Musicalement, l'album est une ode au genre musical Eurobeat.
Le 27 juin 2024, le groupe sort le clip de son morceau Power of the Beast, qui est clairement influencé par la série d'albums Super Eurobeat.

## Membres

### Membres actuels
- Yannis Papadopoulos - chant (depuis 2015)
- Anton Kabanen - guitare (depuis 2015)
- Kasperi Heikkinen - guitare (depuis 2015)
- Máté Molnár - basse (depuis 2015)
- Atte Palokangas - batterie (depuis 2018)

### Anciens membres
- Sami Hänninen - batterie (2015–2018)

## Récompenses et nominations
| Année | Œuvre                  | Récompense                       | Catégorie                 | Résultat |
| ----- | ---------------------- | -------------------------------- | ------------------------- | -------- |
| 2018  | Berserker              | EMMA Awards                      | Album metal de l'année    | Nommé    |
| 2018  | Berserker              | Metal Hammer Awards              | Meilleur premier album    | Nommé    |
| 2020  | From Hell with Love    | Music Moves Europe Talent Awards | Nominé                    | Nommé    |
| 2020  | From Hell with Love    | EMMA Awards                      | Meilleur album metal      | Nommé    |
| 2021  | "Moonlight Rendezvous" | Top Shorts Film Festival         | Meilleur clip du mois     | Lauréat  |
| 2022  | Beast In Black         | EMMA Awards                      | Album metal de l'année    | Lauréat  |
| 2025  | Beast In Black         | Metal Awards                     | Metal Nouvelle Génération | Lauréat  |